# Castell de Calmella
El Castell de Calmella és un castell medieval d'estil romànic del segle xi situat en el poble de Calmella, a la comarca del Rosselló (Catalunya Nord).
Està situat al lloc més elevat del petit nucli de Calmella, al costat nord de l'església parroquial de Sant Feliu.

## Història
Documentat des del 1250, moment en què Jaume I el Conqueridor va autoritzar la seva construcció. Arnau de Montescot, fill de Beatriu d'Oms, senyor de Calmella i d'Oms en fou el constructor.

## Les restes del castell
Les restes del castell es confonen amb les del poble medieval, a prop de l'església de Sant Feliu.